# Die Millennium-Katastrophe – Computer-Crash 2000
Die Millennium-Katastrophe – Computer-Crash 2000 ist ein deutsch-australischer Fernsehfilm von Anders Engström aus dem Jahr 1999 nach dem Drehbuch von Vincent Monton. Produziert wurde der Film unter dem Arbeitstitel Error 2000 für Sat.1 von der Top Story Filmproduktion GmbH. Die Erstausstrahlung erfolgte am 28. Dezember 1999.

## Handlung
Gefängnisdirektor Hans Hagemann bekommt von dem Insassen Thomas Rasch während seiner Abschiedsfeier zugetragen, dass zur Jahrtausendwende am 1. Januar 2000 um 0.00 Uhr alle Navigationssysteme von einem bösartigen Computer-Virus befallen werden. Der Insasse stellt auch eine Lösegeldforderung von 100 Millionen Euro für wohltätige Zwecke und fordert seine sofortige Freilassung. Hagemann versucht gemeinsam mit dem Computerspezialisten Dan Corpening den Virus aufzuhalten. Nach und nach fällt in jeder Zeitzone der Erde die Satelliten-Kommunikation aus. Nach einem gewaltsamen Angriff spricht Rasch das rettende Passwort aus und das Lösegeld wird überwiesen. So können alle Erdbürger getrost das Millennium feiern. Kurze Zeit später kann Hagemann auch seine zukünftige Frau und seine Tochter in die Arme schließen, die aufgrund der fehlenden Satellitennavigation in Seenot geraten waren.

## Kritik
Die Kritiker der Fernsehzeitschrift TV Spielfilm zeigten mit dem Daumen zur Seite und vergaben für Spannung zwei und für Action einen von drei möglichen Punkten. Sie resümierten: „Verpufft nach gutem Start.“